# Ritro Slovak Open
Ritro Slovak Open (с 2011 года — Открытый чемпионат Словакии) — мужской международный теннисный турнир, проходящий в Братиславе (Словакия) поздней осенью на крытых хардовых кортах местного Национального Теннисного Центра. С 2000 года турнир относится к категории ATP Challenger, с призовым фондом около 85 тысяч евро и турнирной сеткой, рассчитанной на 32 участника в одиночном разряде и 16 пар.

## Общее описание
Мужская часть турнира проходит с 2000 года и до 2011 года была включена в календарь Мирового тура ATP Challenger, относясь к числу наиболее престижных турниров тура Tretorn SERIE+. Женский Открытый чемпионат Словакии проходит с 2006 года под эгидой Международной федерации тенниса (ITF); первые три года он проводился непосредственно перед мужским, а с 2009 года мужской и женский турниры совмещены. Призовой фонд мужского турнира в 2011 году составляет 85 тысяч евро, участникам также оплачивается проживание. Призовой фонд женского турнира снизился со 100 тысяч долларов в 2008 году до 25 тысяч в настоящее время. Основная турнирная сетка как мужского, так и женского турнира рассчитана на 32 участника в одиночном разряде и 16 пар.
Победители и финалисты
Хозяева турнира успешно выступают в нём в мужском одиночном разряде, одержав шесть побед и три раза проиграв в финалах. Три победы в трёх финалах на счету словацкого теннисиста Лукаша Лацко (две — в одиночном разряде). Среди женщин у словачек одна победа в дебютный год, а лидируют представительницы России с двумя титулами и одним поражением в финале (два выступления в финале на счету Евгении Родиной).
В парном разряде трёхкратным финалистом является израильтянин Йонатан Эрлих, одержавший одну победу. Как и в одиночном разряде, никому не удавалось выиграть Открытый чемпионат Словакии в парах больше одного раза. Чешские теннисисты в целом выступают в турнире пар наиболее успешно: шестеро из них становились победителями в мужском парном разряде, а финал 2001 года был чисто чешским. У женщин за пять лет проведения турнира чемпионками становились четыре представительницы Чехии, а шесть из двенадцати теннисисток, проигравших в финале, представляли бывшие советские республики (у мужчин среди финалистов в парном разряде представителей бывших союзных республик нет).

## Финалы турниров

### Одиночный разряд
| Год  | Победитель         | Финалист          | Счёт                 |
| ---- | ------------------ | ----------------- | -------------------- |
| 2014 | Петер Гоёвчик      | Фаррух Дустов     | 7-6(2) 6-3           |
| 2013 | Лукаш Лацко (2)    | Лукаш Росол       | 6-4 4-6 6-4          |
| 2012 | Лукаш Росол        | Бьорн Фау         | 6-7(3) 7-6(5) 7-6(5) |
| 2011 | Лукаш Лацко        | Ричардас Беранкис | 7-6(6) 6-2           |
| 2010 | Мартин Клижан      | Штефан Коубек     | 7-6(4) 6-2           |
| 2009 | Михаэль Беррер     | Доминик Грбаты    | 6-7(6) 6-4 7-6(3)    |
| 2008 | Ян Герных          | Штефан Боли       | 6-2 6-4              |
| 2007 | Симоне Болелли     | Алехандро Фалья   | 4-6 7-6(7) 6-1       |
| 2006 | Михал Мертиняк     | Лукаш Длоуги      | 7-6(4) 6-4           |
| 2005 | Доминик Хрбаты     | Даниэле Браччали  | 7-5 6-1              |
| 2004 | Маркос Багдатис    | Доминик Хрбаты    | 7-6(4) 7-6(3)        |
| 2003 | Марк Россе         | Джон ван Лоттум   | 3-6 6-3 6-0          |
| 2002 | Антони Дюпюи       | Кароль Бек        | 4-6 6-4 7-6(1)       |
| 2001 | Кароль Кучера      | Саргис Саргисян   | 6-1 7-5              |
| 2000 | Давиде Сангвинетти | Райнер Шуттлер    | 7-5 6-1              |

| Год  | Победительница         | Финалистка        | Счёт       |
| ---- | ---------------------- | ----------------- | ---------- |
| 2011 | Леся Цуренко           | Каролина Плишкова | 7-5 6-3    |
| 2010 | Катерина Бондаренко    | Евгения Родина    | 7-6(3) 6-2 |
| 2009 | Евгения Родина         | Рената Ворачова   | 6-4 6-2    |
| 2008 | Анастасия Павлюченкова | Михаэлла Крайчек  | 6-3 6-1    |
| 2007 | Татьяна Малек          | Петра Квитова     | 6-2 7-6(7) |
| 2006 | Доминика Цибулкова     | Кристина Барруа   | 7-5 6-1    |

### Парный разряд
| Год  | Победители                        | Финалисты                        | Счёт              |
| ---- | --------------------------------- | -------------------------------- | ----------------- |
| 2014 | Кен Скупски Нил Скупски           | Норберт Гомбош Адам Павласек     | 6-3 7-6(3)        |
| 2013 | Хенри Континен Андреас Сильестрём | Геро Кречмер Ян-Леннард Штруфф   | 7-6(6) 6-2        |
| 2012 | Лукаш Длоуги Михаил Елгин         | Филипп Маркс Флорин Мерджа       | 6-7(5) 6-2 [10-6] |
| 2011 | Лукаш Лацко Ян Гайек              | Лукаш Росол Давид Шкох           | 7-5 7-5           |
| 2010 | Джейми Маррей Колин Флеминг       | Трэвис Пэрротт Филип Полашек     | 6-2 3-6 [10-6]    |
| 2009 | Игорь Зеленай Филипп Маркс        | Леош Фридл Давид Шкох            | 6-4 6-4           |
| 2008 | Лукаш Кубот Франтишек Чермак      | Александр Пейя Филипп Пецшнер    | 6-4 6-4           |
| 2007 | Ярослав Левинский Томаш Цибулец   | Миша Зверев Крис Хаггард         | 6-4 2-6 [10-8]    |
| 2006 | Эрик Буторак Тревис Пэрротт       | Джордан Керр Джейми Маррей       | 7-5 6-3           |
| 2005 | Крис Хаггард Жан-Клод Шеррер      | Доминик Грбаты Михал Мертиняк    | 6-3 2-6 7-6(4)    |
| 2004 | Симон Аспелин Грейдон Оливер      | Ноам Окун Йонатан Эрлих          | 7-6(5) 6-3        |
| 2003 | Харел Леви Йонатан Эрлих          | Марио Анчич Мартин Гарсия        | 7-6(7) 6-3        |
| 2002 | Марк Мерклейн Скотт Хамфрис       | Леош Фридл Давид Шкох            | 3-6 6-4 6-2       |
| 2001 | Петр Лукса Радек Штепанек         | Ота Фукарек Франтишек Чермак     | 6-4 6-3           |
| 2000 | Пол Рознер Пол Хенли              | Александар Китинов Йонатан Эрлих | 6-4 6-4           |

| Год  | Победительницы                    | Финалистки                           | Счёт           |
| ---- | --------------------------------- | ------------------------------------ | -------------- |
| 2011 | Наоми Броуди Кристина Младенович  | Кристина Плишкова Каролина Плишкова  | 5-7 6-4 [10-2] |
| 2010 | Эмма Лайне Ирэна Павлович         | Валерия Савиных Клер Фёэрстен        | 6-4 6-4        |
| 2009 | София Арвидссон Михаэлла Крайчек  | Татьяна Пучек Арина Родионова        | 6-3 6-4        |
| 2008 | Андреа Главачкова Луция Градецкая | Акгуль Аманмурадова Моника Никулеску | 7-6(1) 6-1     |
| 2007 | Рената Ворачова Барбора Стрыцова  | Анастасия Родионова Ольга Савчук     | 6-4 6-4        |
| 2006 | Алиция Росольская Клаудия Янс     | Луция Градецкая Михаэла Паштикова    | 6-1 6-3        |